# Prowincja (Arabia Saudyjska)

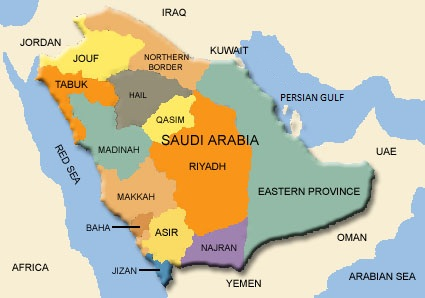
Podział Arabii Saudyjskiej na prowincje

Prowincja Arabii Saudyjskiej (arab. منطقة إدارية, mintaka idarijja) – jednostka administracyjna pierwszego rzędu w Arabii Saudyjskiej.
Królestwo dzieli się na 13 prowincji, dzielących się na gubernatornie (prowincje gubernatorskie, arab. muhafazat), których łącznie jest 118. Na liczbę prowincji gubernatorskich składają się też stolice prowincji mające status municypiów, którymi zarządzają aminowie (burmistrzowie). Gubernatorstwa dzielą się na podgubernatorstwa (arab. markaz).
Podział administracyjny Królestwa Arabii Saudyjskiej ma więc trzy stopnie:
- prowincje (13)
  - prowincje gubernatorskie i municypia (118)
    - podprowincje

## Charakterystyka prowincji
| Prowincja                    | Nazwa arabska   | Stolica   | Powierzchnia (km²) | Ludność (2004) | Gęstość zalud. (os./km²) | Gubernatornie |
| ---------------------------- | --------------- | --------- | ------------------ | -------------- | ------------------------ | ------------- |
| Ha’il                        | حائل            | Ha’il     | 103 887            | 527 033        | 5,1                      | 4             |
| Al-Kasim                     | القصيم          | Burajda   | 65 000             | 1 016 756      | 17,5                     | 11            |
| Rijad                        | الرياض          | Rijad     | 412 000            | 5 455 363      | 13,5                     | 20            |
| Tabuk                        | تبوك            | Tabuk     | 108 000            | 691 517        | 4,7                      | 6             |
| Medyna                       | المدينة         | Medyna    | 173 000            | 1 512 076      | 9,9                      | 7             |
| Mekka                        | مكة             | Mekka     | 164 000            | 5 797 971      | 37,9                     | 12            |
| Al-Baha                      | الباحة          | Al-Baha   | 9 921              | 377 739        | 38,1                     | 7             |
| Północna Prowincja Graniczna | الحدود الشمالية | Arar      | 127 000            | 279 286        | 2,5                      | 3             |
| Al-Dżauf                     | الجوف           | Sakaka    | 100 212            | 361 676        | 3,6                      | 3             |
| Dżazan                       | جيزان           | Dżizan    | 11 671             | 1 186 138      | 101,6                    | 14            |
| Asir                         | عسير            | Abha      | 81 100             | 1 688 368      | 22                       | 12            |
| Nadżran                      | نجران           | Nadżran   | 119 000            | 419 457        | 2,8                      | 8             |
| Prowincja Wschodnia          | الشرقية         | Ad-Dammam | 710 000            | 3 360 157      | 5,0                      | 11            |